# 린 체니

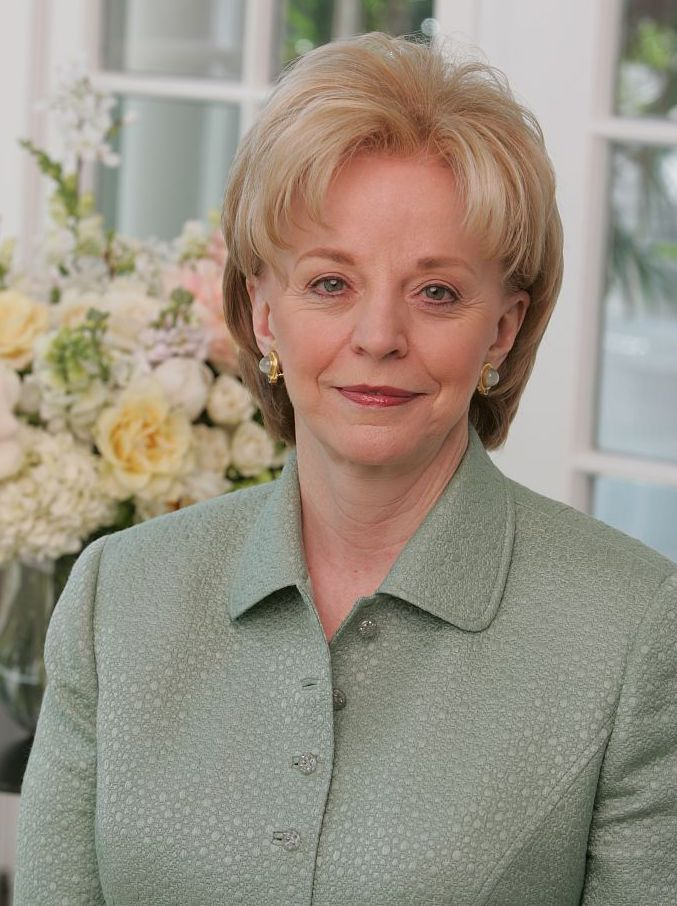
린 체니

린 앤 빈센트 체니(영어: Lynne Ann Vincent Cheney, 1941년 8월 14일 ~ )은 미국의 부통령 딕 체니의 부인이자 제37대 세컨드 레이디이다. 그녀는 와이오밍주 캐스퍼에서 태어났다.